# Домброва-Козловська
Домброва-Козловська (пол. Dąbrowa Kozłowska) — село в Польщі, у гміні Ястшембія Радомського повіту Мазовецького воєводства.
Населення — 318 осіб (2011).
У 1975-1998 роках село належало до Радомського воєводства.

## Демографія
Демографічна структура станом на 31 березня 2011 року:
|          | Загалом | Допрацездатний вік | Працездатний вік | Постпрацездатний вік |
| -------- | ------- | ------------------ | ---------------- | -------------------- |
| Чоловіки | 166     | 52                 | 103              | 11                   |
| Жінки    | 152     | 36                 | 84               | 32                   |
| Разом    | 318     | 88                 | 187              | 43                   |